# Sukamukti (Cilawu)
Sukamukti is een bestuurslaag in het regentschap Garut van de provincie West-Java, Indonesië. Sukamukti telt 4754 inwoners (volkstelling 2010).